# Diya Siddique
Diya Siddique, född 19 februari 2004, är en bangladeshisk bågskytt. Hon deltog vid olympiska sommarspelen 2020.